# Fritz Frech
Friedrich "Fritz" Frech, född 17 mars 1861 i Berlin, död 28 september 1917 i Aleppo, var en tysk geolog och paleontolog.
Frech studerade geologi och paleontologi i Leipzig, Bonn och Berlin och blev 1893 e.o. och 1897 ordinarie professor i dessa ämnen samt direktor för geologiska institutet vid universitetet i Breslau. Han företog studieresor i Sydeuropa, Armenien och Nordamerika och studerade särskilt fossila koraller samt paleozoiska blötdjur. Han var redaktör för samt huvudmedarbetare i den 1876 av Ferdinand von Roemer påbörjade "Lethæa palæozoica", en specialmonografi över den paleozoiska eran och ingående i det stora sammelverket "Lethæa geognostica" samt från 1913 medutgivare av "Neues Jahrbuch für Mineralogie, Geologie und Paläontologie". 
Från sitt huvudintresse inom paleontologi och stratigrafi kom han även in på den ekonomiska geologin, och han skrev en rad arbeten om malmfyndigheter. I praktiskt syfte bereste han 1911 trakten av Bagdadbanan och anatoliska banan. Under första världskriget blev han sommaren 1917 utsänd till den syriska fronten som ledande geolog vid arméhögkvarteret, men avled där på ett sjukhus till följd av malaria.